# Chagatai Khan

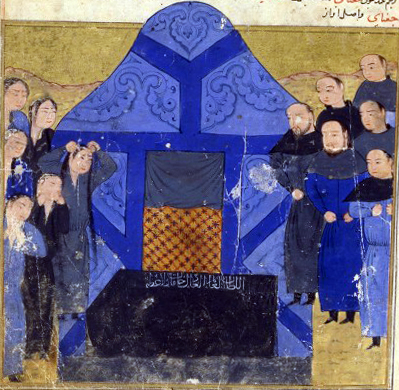
Begrafenis van Chagatai.Illustratie uit de Jami' al-tawarikh van de Perzische historicus Rashid al-Din

Chagatai Khan (ook Çağatay in het Turks en Turkmeens, of Chagata, Chugta, Chagta, Djagatai, Chaghtai) (ca. 1186 tot 1241), was de tweede zoon van Dzjengis Khan en Börte. Na de dood van zijn vader in 1227 was zijn erfdeel wat nu grofweg Centraal-Azië is, evenals Noord-Iran. Dit bleef hij tot zijn dood besturen. Zijn erfdeel werd bekend als het Khanaat van Chagatai, ook na zijn dood. Chagatai had drie broers: Jochi, Ögedei en Tolui. Hij was getrouwd met Ebuskun. Zij hadden onder meer vier zoons: Mö'etüken, Yesü Möngke, Alghu en Yesünto'a.
Als veldheer trok Chagatai op tegen Transoxanië en China. Hij stond te boek als een uitstekend strateeg. Op een veldtocht in het huidige Afghanistan overleed zijn favoriete zoon en Dzjengis' favoriete kleinzoon, Moatugan. Als wraak plunderde en verwoestte Dzjengis de vruchtbare vallei van de Hindoekoesj zodanig dat er jaren later nog niets groeide of bloeide en deze onbewoond was.
Na de dood van zijn vader was Chagatai het die toezag op de khuriltai die de opvolging van Dzjenghis Khan verder moest regelen. Hij was wegens de twijfel over wiediens vader was erg tegen de benoeming van Jochi als khagan (grootkan), hetgeen dit voorkwam. De uiteindelijke khagan werd Ögedei.
Toen Chagatai overleed werd hij opgevolgd door zijn zoon, Kara Hulagu.